# Chamanun Wanwinwatsara
Chamanun Wanwinwatsara (thaï : ชมะนันทน์ วรรณวินเวศร์), surnommé Ake (เอก), né le 28 juillet 1978 est un avocat, professeur de droit du commerce et acteur thaïlandais,.

## Biographie
Chamanun Wanwinwasara a un master en droit de l'Université Assumption de Bangkok.
Il est principalement connu comme présentateur d'un journal télé en prime time sur une chaîne nationale et comme animateur d'un talk-show politique.

## Filmographie
- 2001 : Bangkok Haunted (ผีสามบาท)
- 2007 : The House (บ้านผีสิง)
- 2009 : La Nymphe (นางไม้ / Nang Mai / Nymph)[4],[5]